# Marquinhos Vieira
Marcus Vinicius Vieira de Souza (nacido el 31 de mayo de 1984 en Río de Janeiro) es un jugador brasileño de baloncesto que juega en el São Paulo FC de la NBB. Con 2,07 metros de altura, juega en la posición de alero.

## Carrera

### Inicios
[actualizar]

### NBA
Fue seleccionado por New Orleans Hornets en la 43.ª posición de la segunda ronda del Draft de la NBA de 2006, procedente de São Carlos. En los Hornets jugó 13 partidos en la temporada 2006-07, promediando 1,7 puntos por noche. Fue asignado a los Tulsa 66ers de la D-League, equipo afiliado de los Hornets, donde disfrutó de más minutos y fue uno de los mejores jugadores de la liga promediando 16,8 puntos, 6,6 rebotes, 2,4 asistencias y 33 minutos en 13 partidos, 6 como titular. 
Durante su segundo año en los Hornets, el 21 de febrero de 2008, fue traspasado a Houston Rockets junto con Adam Haluska, Bobby Jackson y una segunda ronda de draft por Mike James y Bonzi Wells. Días más tarde, fue traspasado a Memphis Grizzlies, donde fue cortado el 23 de febrero de 2008 finalizando, así, su carrera en la NBA.

### Brasil
[actualizar]

## Selección nacional
Vieira jugó con la selección de baloncesto de Brasil desde 2005 hasta 2019. Representó a su país en dos ediciones de la Copa Mundial de Baloncesto (2014 y 2019) y en dos ediciones del torneo de baloncesto masculino de los Juegos Olímpicos de Verano (2012 y 2016). Además estuvo presente en el Campeonato FIBA Américas de 2007, 2011 y 2015, y en los Juegos Panamericanos de 2007, donde su selección consiguió la medalla de oro. 

## Estadísticas de su carrera en la NBA

### Temporada regular
| Año     | Equipo                    | PJ | PT | MPP | %TC  | %3P  | %TL  | RPP | APP | ROB | TPP | PPP |
| ------- | ------------------------- | -- | -- | --- | ---- | ---- | ---- | --- | --- | --- | --- | --- |
| 2006-07 | New Orleans/Oklahoma City | 13 | 0  | 7.9 | .467 | .429 | .714 | .8  | .4  | .2  | .1  | 1.7 |
| 2007-08 | New Orleans               | 13 | 0  | 5.3 | .450 | .417 | .455 | .6  | .2  | .1  | .1  | 2.2 |
| Total   | Total                     | 26 | 0  | 6.6 | .457 | .421 | .571 | .7  | .3  | .1  | .1  | 1.9 |